# Phyllanthus gracilipes
Phyllanthus gracilipes är en emblikaväxtart som först beskrevs av Friedrich Anton Wilhelm Miquel, och fick sitt nu gällande namn av Johannes Müller Argoviensis. Phyllanthus gracilipes ingår i släktet Phyllanthus och familjen emblikaväxter. Inga underarter finns listade i Catalogue of Life.